# اچ‌ام‌اس فورسایت (۱۶۵۰)
اچ‌ام‌اس فورسایت (۱۶۵۰) (به انگلیسی: HMS Foresight (1650)) یک کشتی بود که طول آن ۱۰۲ فوت (۳۱٫۱ متر) بود.